# Podocarpus tixieri
Podocarpus tixieri — вид хвойних дерев родини Podocarpaceae. Батьківщиною цього виду є пд.-сх. Таїланд і пд. Камбоджа.